# Салети II (Кјети)
Салети II (итал. Saletti II) је насеље у Италији у округу Кјети, региону Абруцо.
Према процени из 2011. у насељу је живело 161 становника. Насеље се налази на надморској висини од 58 м.